# Brommetan
Brommetan eller metylbromid är en haloalkan med kemisk formel CH3Br. Det är vid rumstemperatur en färglös, giftig och icke-brännbar gas. Brommetan används som bekämpningsmedel inom jordbruket och även vid karantänbehandling av import- och exportvaror. Dess användning har i viss utsträckning begränsats av Montrealprotokollet.

## Framställning

### Naturlig förekomst
Ämnet produceras naturligt i havet av vissa arter tång och i mindre utsträckning på land av korsblommiga växter. Den totala produktionen i naturen beräknas uppgå till 1 000 000–2 000 000 ton årligen.

### Industriell produktion
Industriellt framställs brommetan genom att låta vätebromid reagera med metanol.
{\displaystyle {\rm {CH_{3}OH+HBr\rightarrow CH_{3}Br+H_{2}O}}}

## Användning och reglering
Brommetan användes som bekämpningsmedel och tidigare som köldmedium i kylskåp. Montrealprotokollet kräver en förminskning av bruket och tillverkningen av ämnen som skadar ozonlagret. 2011 hade 196 stater undertecknat protokollet. Bland de ämnen som berörs av Montrealprotokollet är brommetan. Nedtrappningen för brommetan skedde stegvis till noll mellan 1995 och 2015, med olika delmål för industriländer och utvecklingsländer. Protokollet tillåter efter 2005 (2015 i utvecklingsländer) användning av brommetan inom vissa kritiska områden där det inte finns godtagbart ersättningsmedel. 2011 tillverkades 4 555 ton brommetan för detta ändamål.
Brommetan används även vid karantänbehandling av import- och exportvaror. Denna användning regleras inte av Montrealprotokollet. 2011 tillverkades 9 436 ton brommetan för detta ändamål.

### Webbkällor
- UNEP Technology and Economic Assessment Panel (maj 2013) (på engelska). May 2013 TEAP Progress Report. ISBN 978-9966-20-014-3. http://ozone.unep.org/Assessment_Panels/TEAP/Reports/TEAP_Reports/TEAP_Progress_Report_May_2013.pdf. Läst 29 augusti 2015 Arkiverad 11 april 2014 hämtat från the Wayback Machine.